# Норт-Шор
Норт Шор (англ. North Shore) — передмістя Великого Окленду, у наш час частина його міської агломерації.
Оціночна чисельність населення станом на 2006 рік — 205 605 осіб.
У Норт Шор базується однойменний футбольний клуб, який є найстарішим футбольним клубом в Новій Зеландії.